# Tampir Kulon
Tampir Kulon is een bestuurslaag in het regentschap Magelang van de provincie Midden-Java, Indonesië. Tampir Kulon telt 2745 inwoners (volkstelling 2010).